# Muiria palauana
Muiria palauana är en insektsart som beskrevs av Ronald Gordon Fennah 1956. Muiria palauana ingår i släktet Muiria och familjen Derbidae. Inga underarter finns listade i Catalogue of Life.